# Корансон ан Веркор
Корансон ан Веркор (фр. Corrençon-en-Vercors) насеље је и општина у источној Француској у региону Рона-Алпи, у департману Изер која припада префектури Гренобл.
По подацима из 2011. године у општини је живело 358 становника, а густина насељености је износила 9,18 становника/km². Општина се простире на површини од 39 km². Налази се на средњој надморској висини од 1 111 метар (максималној 2.286 m, а минималној 1.055 m).

## Демографија
| 1962. | 1968. | 1975. | 1982. | 1990. | 1999. | 2011. |
| ----- | ----- | ----- | ----- | ----- | ----- | ----- |
| 140   | 159   | 193   | 259   | 264   | 322   | 358   |

График промене броја становника у току последњих година